# Lowell Hastings
Lowell W. 'Count' Hastings (Newark (New Jersey), 4 maart 1916 - 1 juli 1993) was een Amerikaanse jazz- en rhythm & blues-muzikant die tenorsaxofoon speelde.

## Biografie
Hastings was vanaf de late jaren 30 actief in de jazzscene van New York. Hij nam in 1939 op met de Savoy Dictators ("Rhythm and Bugs“ (Savoy Records), met Alfred 'Chippy' Outcalt, Clem Moorman, Al Henderson en Bobby Plater). In de jaren erna speelde hij bij Tiny Bradshaw (1944) en Bob Merrill (1947), tevens speelde hij mee op opnamen van Sarah Vaughan ("I Cover the Waterfront"). In 1948 nam hij onder eigen naam op voor het platenlabel Gotham (de nummers "Begin the Beguine" en "Candid Yam"), begin 1950 maakte hij met Cliff Smalls, Keter Betts en Shep Shepherd opnamen van o.m. de songs "Minor in the Diner", "Diga Digo Doo" en "She's Funny That Way", deze verschenen echter niet op plaat.
Vanaf 1949 werkte hij bij Earl Bostic, Panama Francis, Illinois Jacquet, Lucky Millinder, Bull Moose Jackson, Louis Jordan, Sammy Lowe, Sy Oliver en Louis Metcalf, en begeleidde vocalisten als Annie Laurie, Varetta Dillard, Ace Harris, Wynonie Harris, Connee Boswell, Little Willie John, Bobbie & Ronald, Earl King, Big John Greer, Jerry Dorn, Joe Medlin en Jimmy Witherspoon. In 1958 verscheen een EP van King Curtis en Count Hastings met Leroy Kirkland's Hi-Flyers: The Battle for the Beat (RCA Victor). In de jazz speelde hij tussen 1939 en 1959 mee op 55 opnamesessies. Met Tiny Bradshaw schreef hij het nummer "Salt Lake City Bounce“.